# Festina (Radsportteam)

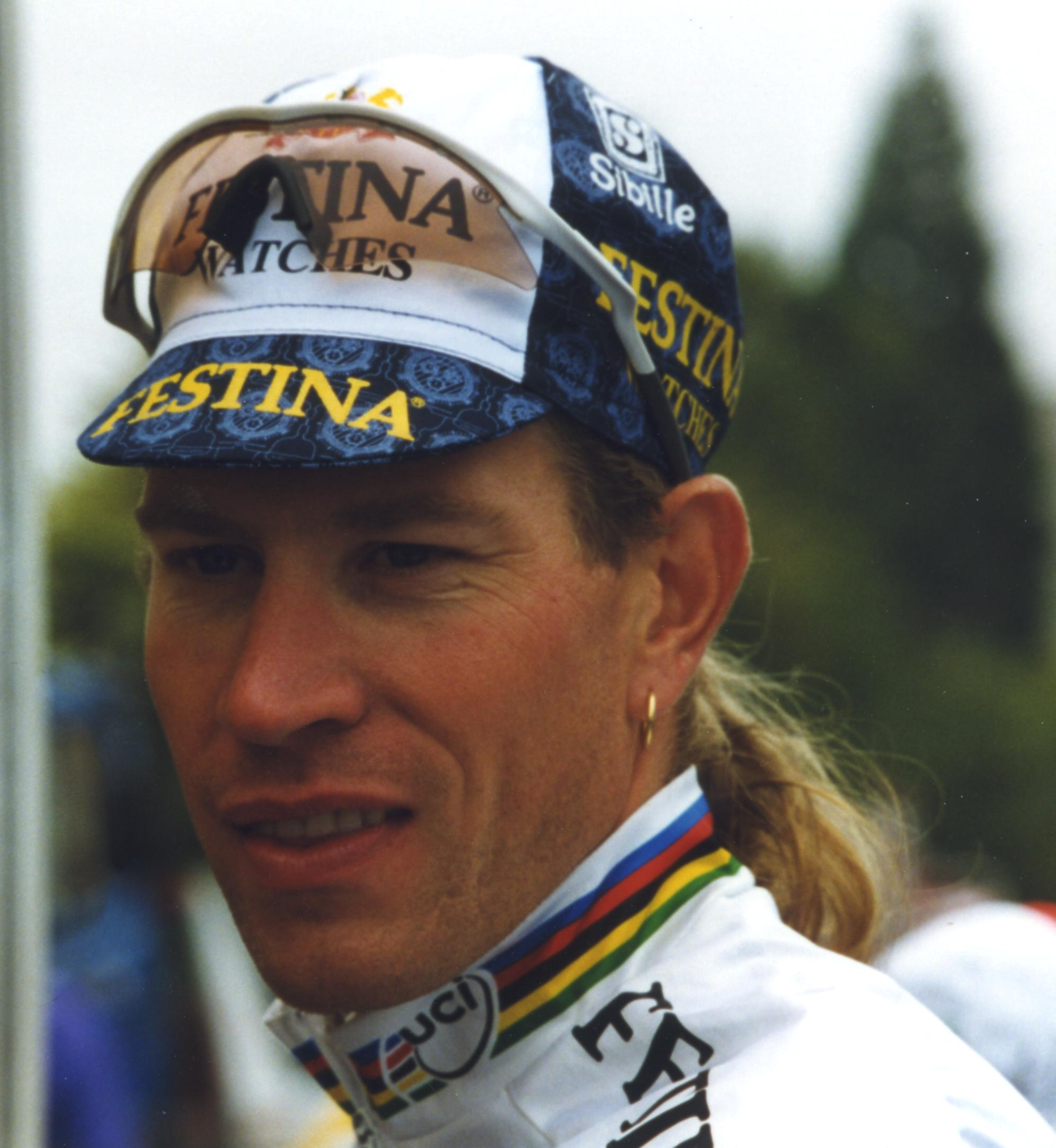
Laurent Brochard im Weltmeistertrikot 1998

Festina, Festina-Lotus, Lotus-Festina oder Lotus-Zahor war ein spanisch-französisches Profi-Radsportteam, das von 1989 bis 2001 existierte.

## Geschichte
Das Team entstand 1989 aus Teilen des Zahor-Teams unter der Leitung von Miguel Moreno Cachinero. Sportlich rangierte das Team zunächst nur in der Mittelklasse. Erst der 1992 zum Team gekommene Franzose Richard Virenque brachte die lang ersehnten Erfolge: 1994 gewann er das Gepunktete Trikot der Tour de France und wiederholte diesen Erfolg zunächst dreimal für diese Mannschaft. Im selben Jahr konnte die Mannschaftswertung bei der Tour gewonnen werden. Außerdem stand Virenque zweimal, 1996 als Dritter und 1997 als Zweiter, auf dem Podium der Tour de France in Paris. Ein weiterer Star im Team war Christophe Moreau, mehrfach bester Franzose im Fahrerfeld. Im Jahre 2001 löste sich die Mannschaft nach Rückzug des Sponsors auf.
Gesponsert wurde das Team vom gleichnamigen spanischen Uhrenhersteller Festina.

## Doping
In Vorbereitung auf die Tour de France 1998 wurde auch noch der Zweitplatzierte von 1995, Alex Zülle, in die Mannschaft aufgenommen. Im Verlauf der Rundfahrt, am 8. Juli, wurde Willy Voet, damals Masseur des Teams, dabei erwischt, als er große Mengen des Dopingmittels Erythropoetin (EPO) über die belgisch-französische Grenze schmuggeln wollte, um es zur Mannschaft zu bringen. In der Folge führte dies zum Ausschluss des Teams von der Tour de France und der sogenannten Festina-Affäre. Der Abbruch der Tour wurde in Erwägung gezogen, dazu kam es allerdings nicht. Zahlreiche Rennfahrer, unter ihnen Alex Zülle, verließen das Team und wechselten zu anderen Teams, sofern sie nicht gesperrt wurden.

## Erfolge (Auszug)
1989
- eine Etappe Vuelta a España

1990
- zwei Etappen Vuelta a España

1991
- Gesamtwertung und eine Etappe Volta ao Alentejo

1992
- eine Etappe Vuelta a España
- Mailand–Sanremo

1993
- eine Etappe Tour de France
- zwei Etappen Vuelta a España

1994
- drei Etappen Tour de France
- eine Etappe Vuelta a España

1995
- eine Etappe Tour de France
- drei Etappen Critérium du Dauphiné

1996
- eine Etappe Tour de France
- eine Etappe Giro d’Italia
- eine Etappe Vuelta a España

1997
- vier Etappen Tour de France
- eine Etappe Giro d’Italia
- drei Etappen Vuelta a España
- vier Etappen Grand Prix Midi Libre
- Gesamtwertung und zwei Etappen Étoile de Bessèges
- Coppa Bernocchi
- Giro del Piemonte

1998
- drei Etappen Giro d’Italia
- drei Etappen Vuelta a España
- Gesamtwertung und vier Etappen Tour de Romandie
- Gesamtwertung und zwei Etappen Grand Prix Midi Libre
- Gesamtwertung und zwei Etappen Escalada a Montjuïc
- GP Ouest France-Plouay

1999
- fünf Etappen Vuelta a España
- Gesamtwertung und eine Etappe Tour du Poitou Charentes

2000
- eine Etappe Tour de France
- Gesamtwertung und zwei Etappen Deutschland Tour
- Gesamtwertung und eine Etappe Asturien-Rundfahrt
- Gesamtwertung und eine Etappe Escalada a Montjuïc

2001
- Vuelta a España
- eine Etappe Tour de France
- Critérium du Dauphiné
- Paris–Bourges

## Grand-Tour-Platzierungen
| Grand Tour            | 1989 | 1990 | 1991 | 1992 | 1993 | 1994 | 1995 | 1996 | 1997 | 1998 | 1999 | 2000 | 2001 |
| --------------------- | ---- | ---- | ---- | ---- | ---- | ---- | ---- | ---- | ---- | ---- | ---- | ---- | ---- |
| Giro d’ItaliaGiro     | –    | –    | 19   | 15   | 46   | –    | 25   | 9    | 12   | 14   | –    | –    | –    |
| Tour de FranceTour    | –    | –    | –    | 31   | 15   | 4    | 9    | 3    | 2    | DSQ  | 9    | 3    | 32   |
| Vuelta a EspañaVuelta | 10   | 23   | 34   | 22   | 27   | 6    | 5    | 2    | 3    | 8    | 17   | 2    | 1    |

## Bekannte frühere Fahrer
- Benny Van Brabant (1989)
- Jesús Blanco Villar (1990–1991)
- Mathieu Hermans (1991–1992)
- Sean Kelly (1992–1993)
- Thomas Wegmüller (1992–1993)
- Falk Boden (1993)
- Richard Virenque (1993–1998)
- Steven Rooks (1993)
- Thierry Marie (1993)
- Luc Leblanc (1994)
- Christophe Moreau (1995–2001)
- Laurent Brochard (1995–1999)
- Laurent Dufaux (1995–1998)
- Didier Rous (1997–1999)
- Marcel Wüst (1997–2000)
- Alex Zülle (1998)
- Wladimir Belli (1998–1999)
- Andrei Kiwiljow (1998–1999)
- Joseba Beloki (2000)
- Ángel Luis Casero (2000–2001)